# Rockwell Kent
Rockwell Kent (21 de junio de 1882 – 13 de marzo de 1971) fue un pintor, estampador, ilustrador, escritor, marinero y viajante estadounidense.
Entre sus obras destacan las narraciones ilustradas de viajes a Groenlandia, Alaska, Patagonia y Tierra del Fuego. Publicó una autobiografía en 1955.  Buena parte de sus archivos se conservan en los Archives of American Art.
Sus pinturas se caracterizaron por representar diversos paisajes con colores suaves.
Políticamente activo, fue miembro del Partido Socialista de América y apoyó distintos gremios de obreros. Se erigió como opositor a la política estadounidense con respecto a la Unión Soviética durante la Guerra Fría, por lo que estuvo en la mira de Joseph McCarthy, y se le revocó su pasaporte. Lo recuperó cuando obtuvo una sentencia de la Corte Suprema que afirmaba que ello limitaba sus derechos civiles en tanto no podía viajar libremente. Recibió el Premio Lenin de la Paz y especificó que el premio monetario debía ser donado a "todos los niños de Vietnam, tanto del Norte como del Sur".